# Internetleverantör
Internetleverantör eller ISP (Internet service provider) är en leverantör som tillhandahåller Internetuppkoppling. Leverantören kan förutom denna tjänst även tillhandahålla innehållstjänster så som webbhotell, e-post, IP-TV eller IP-telefoni.

## Finansiering och abonnemangsformer
I de flesta fall är en Internetleverantör ett privat, statligt eller kommunalt ägt företag, men kan ibland även vara en ekonomisk förening, exempelvis en lokal intresseorganisation för ett område där övriga Internetleverantörer finner kundunderlaget för dåligt för att etablera sig.
Vanligen betalar kunden en fast månadsavgift (så kallad flat rate) till Internetleverantören för sitt Internetabonnemang. Kostnadsfria reklamfinansierade abonnemangsformer och rörliga minut- eller megabyteavgifter förekommer också.

## Nätverksarkitektur
Om kunden har flera datorer brukar dessa kopplas samman i kundens privata fastighetsnätverk, som utgör ett lokalt datornätverk (LAN). Detta ansluts till Internet via internetleverantörens anslutningspunkt i fastigheten. Ofta ansluts kundens nätverk via en brandvägg för ökad säkerhet.
Internetleverantören använder ett accessnät som är uppbyggt med olika accesstekniker för att förbinda anslutningspunkten i kundens fastighet med den av internetleverantörens nätverksnoder (POP) som utgörs av till exempel växlar, routrar och modempooler och som finns så nära kundens fastighet som möjligt. Leverantörens nätverksnoder kopplas samman av områdesnät, stadsnät, regionala nätverk och/eller nationella stamnät. Leverantörens nätverk är anslutet till en eller flera andra Internetleverantörers nätverk, ofta via en nationell knutpunkt i Stockholm. Nationella nätverk kan vara anslutna till en eller flera internationella Internetleverantörers nätverk. Det finns Internetleverantörer som inte ansluter slutkunder utan endast arbetar med att knyta ihop riktigt stora nätverk i det som bildar Internets stomme.

## Adressering
På Internet används protokollet IP för att transportera data mellan olika nätverksnoder eller värddatorer. Varje enhet, också kallad värddator eller nätverksnod, som skall utnyttja Internet måste ha tilldelats en IP-adress för att kunna kommunicera med andra enheter.
I vissa internetabonnemang ingår en eller flera fasta IP-adresser, medan man i andra fall utnyttjar DHCP för att dynamiskt tilldela kunden en adress som kan bytas vid omstart av datorn. Om kunden enbart får en IP-adress av internetleverantören behöver kunden en egen router med NAT-funktion för att möjliggöra ett fastighetsnät med flera datorer. Datorerna har då var sin privat adress inom fastighetsnätet, men delar på en publik IP-adress vid kommunikation mot Internet.
Större företag och organisationer kan erhålla ett större IP-adressblock benämnt subnät.
Då de olika nätverken kopplas ihop måste de utbyta information med varandra om vilka IP-adresser som finns var i nätverket så att trafiken skickas till rätt destination. Detta sköts av speciella nätverksnoder som kallas routrar med en teknik som kallas dirigering. Eftersom detta är alltför komplext för att hanteras manuellt sköts det automatiskt genom att utrustning utbyter information med varandra via ett routingprotokoll. På Internet används det mest komplexa routingprotokollet BGP för att utbyta information mellan Internetleverantörer. Internt inom en leverantörs nätverk används ofta OSPF eller något annat ”enklare” protokoll.
Vid höga krav på tillgänglighet förekommer att kunden ansluter sig till flera Internetleverantörer. Kundens router måste då kunna hantera BGP för att utnyttja det automatiskt och för att få optimala vägval.

## Accesstekniker
Följande tekniker är vanligt förekommande för internetaccess:
- Ethernet via oskärmad partvinnad kopparkabel (högst 100 meter lång 8-trådig kategori 5 eller 6 UTP-kabel), vanligen mellan varje lägenhet i ett flerfamiljshus och en växel i källaren. Möjliggör 10, 100 eller 1000 Mbit/s anslutningshastighet. Växeln står sedan i förbindelse med ett områdesnät via fiberoptiska kablar.
- Telenätets ledningar och växlar, via analogt modem.
- DSL-teknik via Telenätets accessnät, till exempel ADSL, VDSL eller ADSL2.
- Kabel-TV-nätet, via kabelmodem. 0,2 till 100 Mbit/s
- Fiberoptik ända fram till fastigheten, vanligen anslutet till stadsnät, förekommer till företag samt till fristående villor i bostadsområden, där avståndet är för långt för Ethernet via kopparkabel. Möjliggör 2 till 100 Mbit/s eller 1000 Mbit/s på flera km avstånd
- Elnätet
- Satellituppkoppling
- Radiolänk.
- Publikt trådlöst nätverk, så kallat WLAN. 11 Mbit/s till 108 Mbit/s.
- Mobil datatekommunikation[förtydliga], till exempel via GSM-nätens GPRS-tjänst eller via 3G
- Trådlösa stadsnät/fast trådlös bredbandsaccess, till exempel WiMAX/IEEE 802.16.

### DSL-teknik
För en privatperson eller ett mindre företag innebär en anslutning till Internet oftast en bredbandsanslutning via telenätet baserad på DSL-teknik. Genom att utnyttja befintliga koppartrådar för telefoni kan DSL-tekniken nå ut till i princip alla som har en telefon i hemmet eller på företaget vilket ger ett brett kundunderlag. Vid det första telejacket i kundens fastighet placeras en splitter, dvs ett filter, som delar upp signalen så att höga ohörbara frekvenser går till ett bredbandsmodem samt låga hörbara frekvenser till fastighetens telefonjack för analog telefoni. Bredbandsmodemet omvandlar signalen för att gå ut via telenätet tillsammans med eventuella samtal. Beroende på koppartrådarnas längd till telestationen och kvalitet kan kunden få olika hastigheter på anslutningen, idag säljs tjänster med maximalt 60 Mbit/sekund.

### Uppringd förbindelse
Tidigare då inte DSL-tekniken fanns tillgänglig var istället uppringd förbindelse mot Internet via modem en utbredd tjänst. Kunden anslöt ett modem till en dator som ringde ett ”samtal” till Internetleverantören. Samtalet kostade pengar och under tiden det pågick kunde inte telefonlinjen utnyttjas till annat. Kapaciteten på förbindelsen varierade väldigt mycket beroende på kvalitet och längd på kopparledningen till telestation men var maximalt 56 kbit/sekund.

### Fiberoptik
Större företag med högre krav på överföringshastighet, och i allt högre grad även fristående villor i bostadsområden, använder istället fiberoptik för att nå Internetleverantörens nätverk. Fiberoptiken är betydligt snabbare och påverkas inte av störningar på samma sätt som DSL-tekniken. Fibertekniken går inte heller att avlyssna. Nackdelen med denna teknik är att kunden måste ha en egen fiberledning framdragen till sin fastighet, något som oftast inte finns.

### Trådlös access
Ett alternativ till fast anslutning är olika trådlösa och mobila lösningar. Det kan exempelvis vara anslutningar via satellit, till trådlösa nätverk som erbjuds på hotell och liknande eller mobiltelefon. För ett antal år sedan[när?] lanserades GPRS i GSM-näten där kunden ansluter sin mobiltelefon eller bärbara dator till Internet via mobiloperatörens nätverk. Denna typ av anslutning ger dock maximalt 384 kbit/sekund. På senare tid har mobiloperatörerna marknadsfört 3G-nätet som bärare av Internet, vanligen kallad mobilt bredband. Detta gör att kunden kan ansluta sin utrustning till Internet så länge man har anslutning till mobilnätet med en maximal hastighet av 7,2 Mbit/sekund. Idag, 2015, är 4G-nätet utbrett i Sverige vilket kan erbjuda hastigheter på ungefär 100 Megabit per sekund till mobila användare och 1 Gbit/sekund till stationära användare. 5G är i utvecklingsfas och kommer förmodligen lanseras någon gång mellan 2018 och 2022 i Sverige.